# Роховиці
Роховиці (пол. Rochowice, нім. Roßwitz) — село в Польщі, у гміні Борув Стшелінського повіту Нижньосілезького воєводства.
Населення — 96 осіб (2011).
У 1975-1998 роках село належало до Вроцлавського воєводства.

## Демографія
Демографічна структура станом на 31 березня 2011 року:
|          | Загалом | Допрацездатний вік | Працездатний вік | Постпрацездатний вік |
| -------- | ------- | ------------------ | ---------------- | -------------------- |
| Чоловіки | 46      | 5                  | 35               | 6                    |
| Жінки    | 50      | 10                 | 26               | 14                   |
| Разом    | 96      | 15                 | 61               | 20                   |